# Dawson Creek

Dawson Creek este un orășel situat în nord-estul provinciei British Columbia, Canada. Orașul se întinde pe o suprafață de 20,66 km², și are 11.290 (în 2004) locuitori. El mai este denumit „Mile 0 City“ (Orașul de la mila „0”) deoarece aici este capătul sudic al șoselei Alaska Highway care leagă localitatea cu orașul Delta Junction din Alaska.